# Erosión glaciar

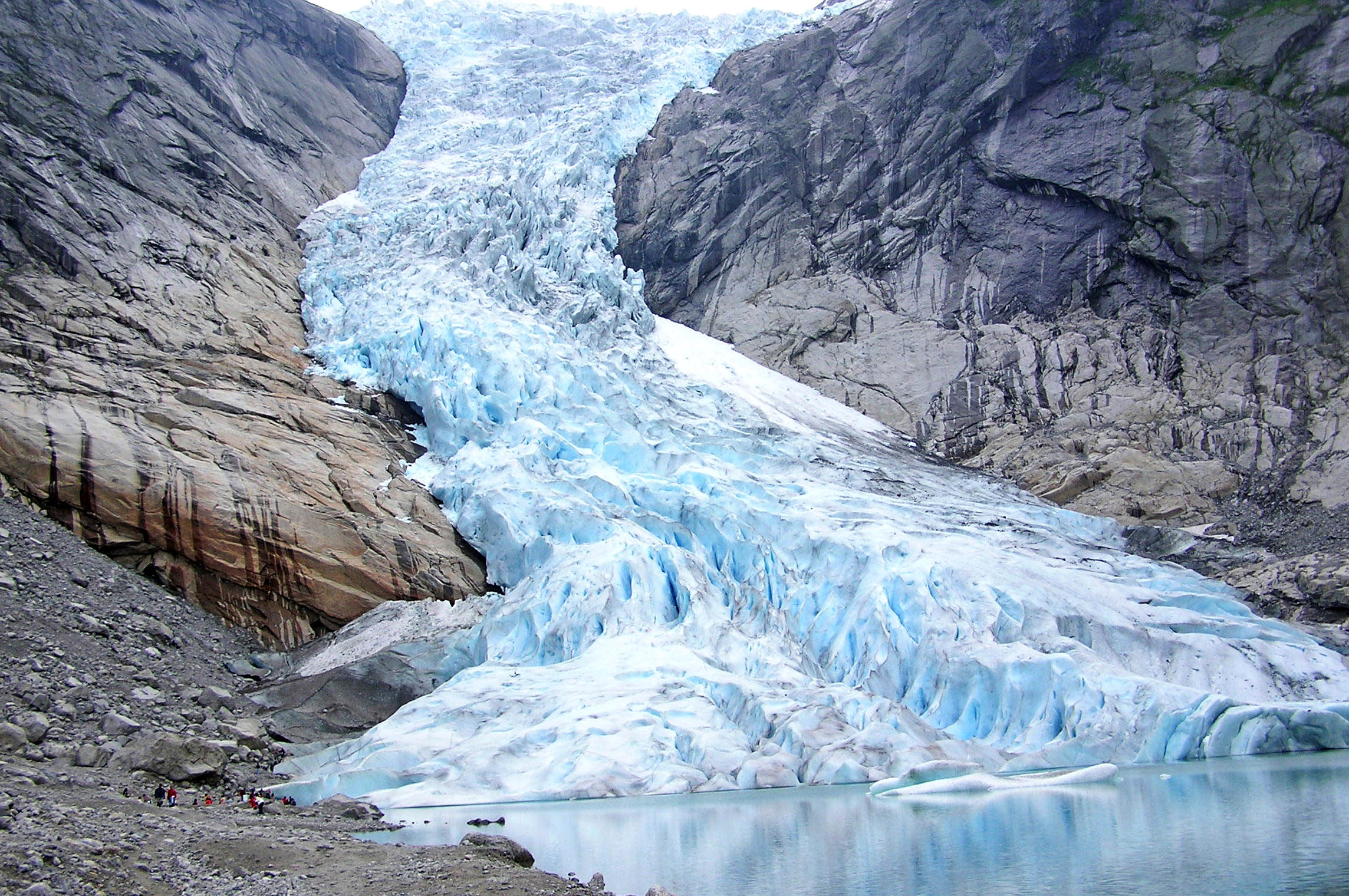
Glaciar de Briksdal, Noruega (2006).

La erosión glaciar es la erosión causada por el movimiento del hielo sobre la superficie terrestre. La fuerza de la gravedad atrae el hielo hacia el valle por su mayor profundidad, como sucede con las aguas de un río.
Durante el día,  parte del hielo de la superficie del glaciar puede derretirse, convirtiéndola en agua que puede filtrarse en las rocas y congelarse a la noche. Este hielo se expande ganando volumen, por lo tanto, crea brechas en la roca que pueden romperla. 
La erosión y acumulación de derrubios por los glaciares constituyen las bases del modelado glaciar que constituyen formas del relieve activas o inactivas y que se corresponden con pingas actuales o pasados, como los valles glaciares, glaciares de circo, lagunas glaciares, eskers, etc.